# Aulus Caecina Alienus
Aulus Caecina Alienus († ca. 79 in Rome) was een Romeins politicus, senator en militair.
Caecina stamde uit Vicentia. In 68 was hij quaestor in Hispania Baetica. Hij werd door Galba tot legatus legionis aangesteld. Toen echter bekend werd dat Caecina openbare middelen apart zou hebben gehouden, werd hij door Galba aangeklaagd wegens het verduisteren van staatseigendommen. Eind 68 of begin 69 hielp Caecina als legatus van de legio IIII Macedonica mee aan de troonsbestijging van Vitellius, van wie hij het commando kreeg over alle troepen in Germania Superior, die hij naar Noord-Italië voerde. Caecina bekampte er de Helvetiërs en kwam naar Verona, om Poebene te bezetten. Bij de Bedriacum wonnen de verenigde Vitellianen de beslissende slag op 14 april 69 tegen Otho.
In Lugdunum en weldra in Rome verleende Vitellius onderscheidingen aan Caecina. In september 68 werd hij samen met Fabius Valens tot consul suffectus benoemd. Toch moest Caecina na de nederlaag en de dood van Fabius Valens tegen Vespasianus op 30 oktober, een dag voor afloop van zijn consulaat, zijn ambt opgeven. Vitellius gaf ook hem de schuld voor de nederlaag en verving hem door zijn vertrouweling Rosius Regulus.
Vitellius benoemde Caecina vervolgens wel tot opperbevelhebber over het leger tegen de Flavii. Ceacina keerde zich echter tegen hem, en probeerde zijn leger over te halen zich bij Vespasianus te voegen. Bij die poging werd Caecina echter door zijn soldaten gevangengenomen. Na de Slag bij Cremona en de val van Vitellius, werd Caecina door Marcus Antonius Primus, legatus van het legio VII Galbiana, naar Vespasianus gestuurd, die Caecina vriendelijk opnam. Desalniettemin nam Caecina omstreeks 79 deel aan een samenzwering tegen Vespasianus. Diens zoon Titus liet hem daarop executeren.

## Antieke bronnen
- Suetonius, Titus
- Tacitus, Historiae
- Plutarchus, Otho
- Cassius Dio